# Al-Mahsana (Manbidż)
Al-Mahsana (arab. المحسنة) – wieś w Syrii, w muhafazie Aleppo, w dystrykcie Manbidż. W 2004 roku liczyła 753 mieszkańców.